# Melvin van Suijdam
Melvin van Suijdam (født i Amsterdam Holland) er en hollandsk professionel MMA-udøver, der konkurrerer i fjervægt-klassen. Van Suijdam har sort bælte i judo hvor han har vundet 10 kampe og tabt 1.
Van Suijdam har vundet to af sine sidste tre professionelle kampe. Han er mest kendt for at have kæmpet mod belgiske Maarten Wouters som han vandt via submission ved Staredown Fighting Championship 12 i Antwerp i Belgien den 17. marts 2018.
Van Suijdam møder danske Louis Glismann til Danish MMA Night den 9. juni 2018 i Brøndbyhallen i København.

## MMA-karriere

### Professionel karriere
Van Suijdam fik sin professionelle MMA-debut ved K.O. Events - Tough is Not Enough i Rhoon i Holland den 24. april 2013, hvor han tabte et KO-nederlag mod Djamil Chan.

## Privatliv
Van Suijdam har studeret på Academie voor Lichamelijke Opvoeding.